# Championnat d'Asie masculin de basket-ball 1967
Navigation
Malaisie 1965 Thaïlande 1969
Le championnat d'Asie de basket-ball 1967 est la quatrième édition du championnat d'Asie des nations. Elle s'est déroulée du 21 septembre au 1er octobre 1967 à Séoul en Corée du Sud.

## Classement final
| Position | Équipe       | Bilan |
| -------- | ------------ | ----- |
| 1        | Philippines  | 9v-0d |
| 2        | Corée du Sud | 8v-1d |
| 3        | Japon        | 7v-2d |
| 4        | Inde         | 5v-4d |
| 5        | Taïwan       | 5v-4d |
| 6        | Indonésie    | 5v-4d |
| 7        | Thaïlande    | 3v-6d |
| 8        | Malaisie     | 2v-7d |
| 9        | Hong Kong    | 1v-8d |
| 10       | Singapour    | 0v-9d |